# Fernando Hierro
Fernando Ruiz Hierro (pronunție în spaniolă [ferˈnando ˈʝero]; n. 23 martie 1968, Vélez-Málaga, Andaluzia, Spania) este un fotbalist spaniol liber de contract, care joacă pe post de fundaș. Pe plan internațional, are prezențe la națională pentru Spania U-21 și Spania.
E cunoscut mai mult pentru perioada în care a jucat la Real Madrid și la naționala Spaniei, evoluând în peste 500 de meciuri oficiale pentru Galactici și în aproape 100 de meciuri pentru Spania, cu care a participat la 4 Campionate Mondiale și la 2 Campionate Europene. Cu Merengues, el a câștigat de 5 ori La Liga și de 3 ori UEFA Champions League pe durata celor 15 ani petrecuți la echipa madrilenă.
În iunie 2018 Hierro a fost numit prompt antrenor al naționalei Spaniei, după ce Julen Lopetegui a fost demis.

## Palmares

### Pe echipe
Real Madrid
- Liga Campionilor: 1997–98, 1999–2000, 2001–02
- Cupa Intercontinentală: 1998, 2002
- Supercupa Europei: 2002
- La Liga: 1989–90, 1994–95, 1996–97, 2000–01, 2002–03
- Copa del Rey: 1992–93
- Supercopa de España: 1990, 1993, 1997, 2001

Al Rayyan
- Cupa Emiratului Qatar: 2003–04

### Individual
- Cel mai bun fundaș al Ligii Campionilor: 1997–98
- FIFA World Cup All-Star Team: 2002

## Statistici

### Club
| Performanță de club | Performanță de club | Performanță de club | Campionat | Campionat | Cupă                  | Cupă                  | Cupa Ligii          | Cupa Ligii          | Continental | Continental | Total   | Total  |
| Sezon               | Club                | Ligă                | Meciuri   | Goluri    | Meciuri               | Goluri                | Meciuri             | Goluri              | Meciuri     | Goluri      | Meciuri | Goluri |
| Spania              | Spania              | Spania              | Campionat | Campionat | Copa del Rey          | Copa del Rey          | Supercopa de España | Supercopa de España | Europa      | Europa      | Total   | Total  |
| ------------------- | ------------------- | ------------------- | --------- | --------- | --------------------- | --------------------- | ------------------- | ------------------- | ----------- | ----------- | ------- | ------ |
| 1987–88             | Valladolid          | La Liga             | 29        | 1         | 0                     | 0                     | –                   | –                   | –           | –           | 29      | 1      |
| 1988–89             | Valladolid          | La Liga             | 29        | 2         | 0                     | 0                     | –                   | –                   | –           | –           | 29      | 2      |
| 1989–90             | Real Madrid         | La Liga             | 37        | 7         | 5                     | 0                     | –                   | –                   | 4           | 0           | 46      | 7      |
| 1990–91             | Real Madrid         | La Liga             | 35        | 7         | 3                     | 0                     | –                   | –                   | 5           | 1           | 43      | 8      |
| 1991–92             | Real Madrid         | La Liga             | 37        | 21        | 7                     | 3                     | –                   | –                   | 9           | 2           | 53      | 26     |
| 1992–93             | Real Madrid         | La Liga             | 33        | 13        | 8                     | 0                     | –                   | –                   | 6           | 5           | 47      | 18     |
| 1993–94             | Real Madrid         | La Liga             | 34        | 10        | 3                     | 0                     | –                   | –                   | 4           | 1           | 41      | 11     |
| 1994–95             | Real Madrid         | La Liga             | 33        | 7         | 2                     | 0                     | –                   | –                   | 5           | 0           | 40      | 7      |
| 1995–96             | Real Madrid         | La Liga             | 31        | 7         | 4                     | 0                     | –                   | –                   | 5           | 1           | 40      | 8      |
| 1996–97             | Real Madrid         | La Liga             | 39        | 6         | 6                     | 2                     | –                   | –                   | –           | –           | 45      | 8      |
| 1997–98             | Real Madrid         | La Liga             | 28        | 3         | 2                     | 0                     | –                   | –                   | 10          | 3           | 40      | 6      |
| 1998–99             | Real Madrid         | La Liga             | 28        | 6         | 4                     | 1                     | –                   | –                   | 8           | 1           | 40      | 8      |
| 1999–00             | Real Madrid         | La Liga             | 20        | 5         | 2                     | 0                     | –                   | –                   | 14          | 2           | 36      | 7      |
| 2000–01             | Real Madrid         | La Liga             | 29        | 5         | 1                     | 0                     | –                   | –                   | 13          | 1           | 43      | 6      |
| 2001–02             | Real Madrid         | La Liga             | 30        | 5         | 5                     | 0                     | –                   | –                   | 14          | 0           | 49      | 5      |
| 2002–03             | Real Madrid         | La Liga             | 25        | 0         | 1                     | 1                     | –                   | –                   | 12          | 0           | 38      | 1      |
| Qatar               | Qatar               | Qatar               | Ligă      | Ligă      | Cupa Emiratului Qatar | Cupa Emiratului Qatar | Cupa Ligii          | Cupa Ligii          | Asia        | Asia        | Total   | Total  |
| 2003–04             | Al Rayyan           | Qatar Stars League  | 19        | 3         | –                     | –                     | –                   | –                   | –           | –           | 19      | 3      |
| Anglia              | Anglia              | Anglia              | Ligă      | Ligă      | FA Cup                | FA Cup                | League Cup          | League Cup          | Europa      | Europa      | Total   | Total  |
| 2004–05             | Bolton              | Premier League      | 29        | 1         | 0                     | 0                     | 0                   | 0                   | –           | –           | 29      | 1      |
| Total               | Spain               | Spain               | 497       | 105       | 53                    | 7                     | –                   | –                   | 109         | 17          | 659     | 129    |
| Total               | Qatar               | Qatar               | 19        | 3         | –                     | –                     | –                   | –                   | –           | –           | 19      | 3      |
| Total               | Anglia              | Anglia              | 29        | 1         | 0                     | 0                     | 0                   | 0                   | –           | –           | 29      | 1      |
| Total carieră       | Total carieră       | Total carieră       | 545       | 109       | 53                    | 7                     | 0                   | 0                   | 109         | 17          | 707     | 133    |

- Secțiunea Copa del Rey include meciuri din Supercopa de España.
Secțiunea Europa include meciuri din UEFA Champions League, UEFA Cup, UEFA Cup Winners' Cup, UEFA Super Cup, Cupa Intercontinentală și FIFA Club World Cup.

### Internațional
| Spania | Spania  | Spania |
| An     | Meciuri | Goluri |
| ------ | ------- | ------ |
| 1989   | 2       | 0      |
| 1990   | 1       | 1      |
| 1991   | 4       | 0      |
| 1992   | 6       | 3      |
| 1993   | 6       | 2      |
| 1994   | 13      | 2      |
| 1995   | 7       | 3      |
| 1996   | 9       | 2      |
| 1997   | 6       | 2      |
| 1998   | 7       | 3      |
| 1999   | 6       | 5      |
| 2000   | 9       | 2      |
| 2001   | 7       | 2      |
| 2002   | 6       | 2      |
| Total  | 89      | 29     |